# 資料控制語言
資料控制語言 (Data Control Language) 在SQL語言中，是一種可對資料存取權進行控制的指令，它可以控制特定使用者帳戶對資料表、檢視表、預存程序、使用者自訂函數等資料庫物件的控制權。由 GRANT 和 REVOKE 兩個指令組成。

## 語法結構
DCL 以控制使用者的存取權限為主，因此其指令作法並不複雜，可利用 DCL 控制的權限有：
- CONNECT
- SELECT
- INSERT
- UPDATE
- DELETE
- EXECUTE
- USAGE
- REFERENCES

根據不同的DBMS以及不同的安全性實體，其支援的權限控制也有所不同。
GRANT 的語法結構為：
```
GRANT
 
[
權限
]
 
ON
 
[
要授予權限的資料庫物件
]
 
TO
 
[
使用者帳戶名稱
]
 
WITH
 
[
授權選項
]

```

DENY 的語法結構為：
```
DENY
 
[
權限
]
 
ON
 
[
要授予權限的資料庫物件
]
 
TO
 
[
使用者帳戶名稱
]

```